# 文京区立茗台中学校
文京区立茗台中学校（ぶんきょうくりつ めいだいちゅうがっこう）は東京都文京区春日二丁目に位置する公立中学校。
名前の由来は茗荷谷に面して小石川の台地に聳え立つ校舎から。
区の施設「アカデミー茗台」と校舎を共同使用している。

## 沿革
1960年（昭和35年）3月、文京区立第十二中学校として開校。同年4月、文京区立茗台中学校と改称。
1965年 （昭和40年）11月、開校5周年を記念して作られた校歌の作詞は詩人の勝承夫で、作曲は作曲家の平井康三郎である。
1993年（平成5年）12月に現在の校舎に改築された。
当初は東京都立小石川工業高等学校、東京都立小石川中等教育学校と校舎を共同使用していた。
2003年（平成15年）4月にはコミュニケーションの力やソーシャルスキルを育てることを目的として、情緒障害等通級制特別支援学級「わかたけ学級」を校内に開設した。2019年度（令和元年度）より、「アドバンスルーム」に名称変更。
2017年（平成28年）9月より全教室で通常の緑色の黒板に代わり電子黒板（ホワイトボードと併用）が用いられた。

## 教育目標
- 自ら考え、学習に励む人
- 思いやりと自主自律の心をもつ人
- 心も体もたくましく、進んで行動できる人

## 部活動
1987年（昭和62年）8月に女子バレーボール部が全国大会で準優勝するなどの活躍を見せたほか、2006年 （平成18年）8月には剣道部員が全国大会個人戦に出場している。
運動部
- 硬式テニス部（男子のみ）
- ソフトテニス部（女子のみ）
- 男子バスケットボール部
- 女子バスケットボール部
- 女子バレーボール部
- 剣道部

文化部
- 吹奏楽部
- 美術部
- 茶道部
- 文芸部

## サイクルポート
茗台中学校玄関内に、2017年7月12日頃から東京・自転車シェアリング(レンタルサイクル)が設置された。ポート名称は、「E3-04.茗台中学校」である。　なお設置場所付近は、学校敷地内のために必ず自転車から降りてポートを使用するようにされている。　このサービスは、千代田区、中央区、港区、新宿区、江東区、渋谷区の各区でも、貸出、返却が可能。
2020年7月末に廃止された。

## 周辺
富坂警察署竹早交番が徒歩1分の場所にある他、周辺には小石川郵便局や東京メトロの小石川車両基地などがある。高台にある校舎からは新宿副都心や六本木ヒルズを望むことができ、晴れた日には遠くに富士山などの山々が見えることもある。

### 主な周辺施設・道路
- 播磨坂
- 文京区立小石川図書館
- 竹早公園
- 切支丹屋敷跡
- 伝通院
- 共同印刷
- 徳川慶喜終焉の地（国際仏教大学敷地内）

### 交通
- 東京メトロ丸ノ内線茗荷谷駅を下車し徒歩7分。
- 東京メトロ有楽町線江戸川橋駅を下車し徒歩13分。
- 都営バス小石川四丁目停留所を下車し徒歩1分。

## 著名な出身者
- 青島広志（作曲家）
- 相原正明（写真家）
- 貴月美礼（元宝塚歌劇団、宝塚歌劇団92期生）